# Nieuw Nickerie
Nieuw Nickerie è un comune (ressort) del Suriname di 12.818 abitanti situato presso la foce del fiume Nickerie nell'Oceano Atlantico.

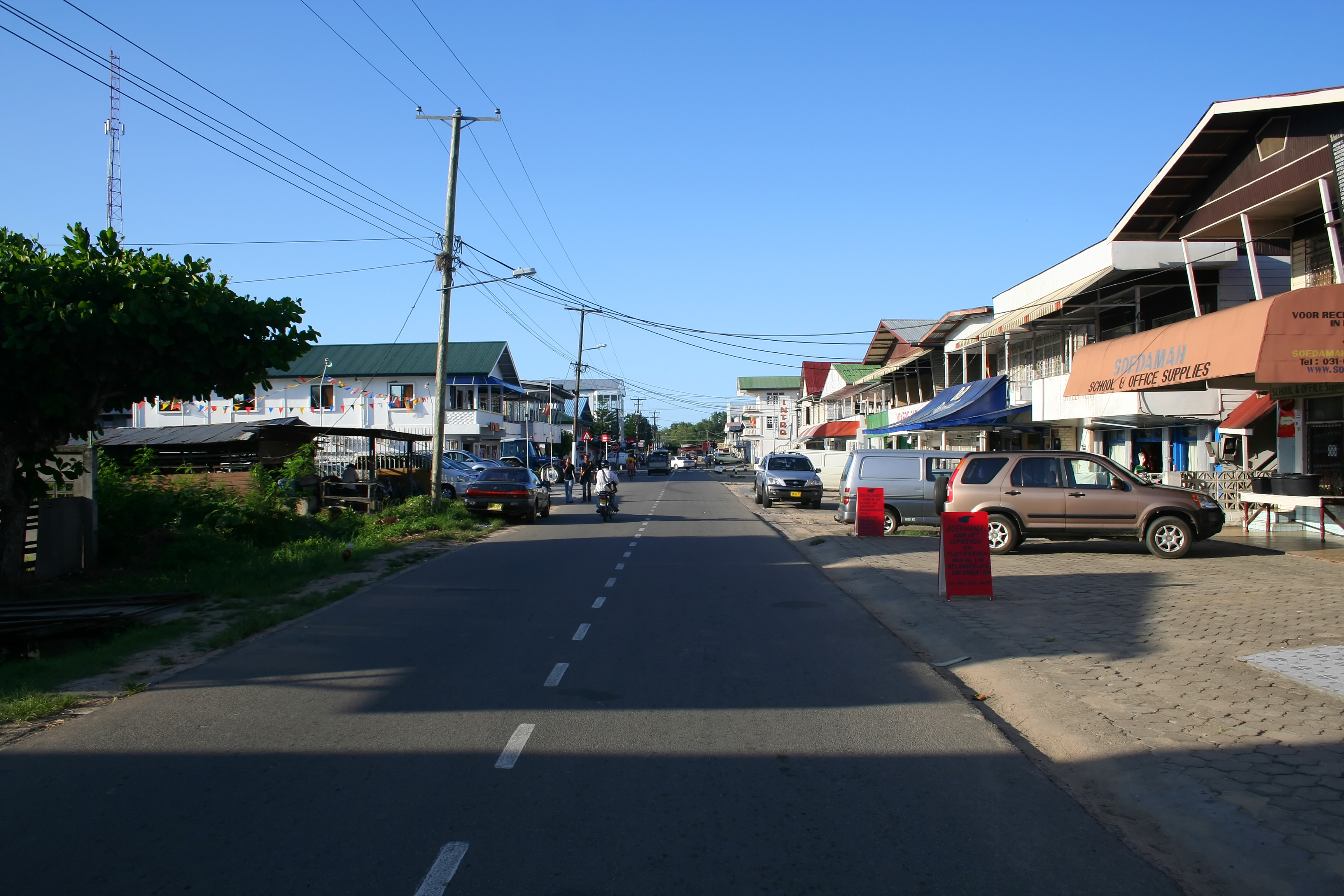
Strada a Nieuw Nickerie.

## Storia
Nel 1718 Dietzel divenne la prima persona conosciuta a stabilirsi nella zona. Nel 1797 il governatore Jurriaan de Friderici approvò la prima piantagione a Nickerie. Un gran numero di coloni scozzesi e inglesi giunsero nell'area durante l'occupazione britannica e coltivavano principalmente cotone e caffè. La Nieuw Nickerie fu costruita nel 1879 dopo che il vecchio centro del distretto, Nieuw Rotterdam, era stato distrutto dalle tempeste. Nieuw Nickerie era stato originariamente progettato su un terreno asciugato dal mare creato nel 1869, ma in seguito fu spostato sulla terraferma. Negli anni '40 fu costruita una diga per proteggere l'area.
Il nome Nickerie è probabilmente basato su Neekeari, riportato per la prima volta da Teenstra nel 1596 per una tribù di indiani che viveva nella zona. Il nome compare anche in Voyage to the West Indies, 1594-1595 di Robert Dudley di Robert Dudley.

## Economia
Le industrie principali sono banane e riso. Nickerie è il più grande produttore di riso del Suriname. La città contiene un mercato e diversi hotel, tra cui Hotel Ameerali, Hotel de President, Hotel Tropical, Hotel de Vesting e Residence Inn. Il primo ospedale del Suriname fuori Paramaribo, il Mungra Medical Centro, si trova sulla Annastraat a Nieuw-Nickerie.
Nickerie ha un porto, ma la profondità dell'ingresso è di 3,7 metri e può accettare navi fino a 6.000 tonn. Il porto è stato migliorato nel 2012.
Nieuw Nickerie inizia a svilupparsi come zona turistica. La vicina Riserva naturale di Bigi Pan ha aperto opportunità per ecoturismo.

## Meteo
Un periodo decisamente più secco si verifica da settembre a novembre, mentre i mesi da maggio a luglio sono i più piovosi, anche se il clima è persistentemente caldo e umido durante tutto l'anno.